# Méra
Méra is een plaats (község) en gemeente in het Hongaarse comitaat Borsod-Abaúj-Zemplén. Méra telt 1826 inwoners (2001).